# Larry Nance
Pour les articles homonymes, voir Nance.
Larry Donnell Nance (né le 12 février 1959 à Anderson, Caroline du Sud) est un joueur américain professionnel de basket-ball. Ailier fort de 2,08 m issu de l'université Clemson, Nance joue treize saisons (de 1981 à 1994) en NBA en tant que membre des Suns de Phoenix puis des Cavaliers de Cleveland. Il est le père du joueur de basket-ball Larry Nance, Jr.

## Biographie
Nance inscrit 15 687 points et capte 7 352 rebonds en carrière et est connu comme étant le premier vainqueur du Slam Dunk Contest en 1984, glanant le surnom de The High-Ayatolla of Slamola. Sa meilleure saison à la marque est la saison 1986-1987, où il inscrit 22,5 points par match. En 1988, Nance est échangé avec Mike Sanders et le premier tour de la draft en 1988 (utilisé pour sélectionner Randolph Keys) à Cleveland contre Kevin Johnson, Mark West, Tyrone Corbin et le premier tour de draft des Cavaliers (utilisé pour sélectionner Dan Majerle) et un second tour (utilisé pour sélectionner Dean Garrett) en 1988 et le second tour de draft des Lakers en 1989.
Le transfert est bénéfique pour les deux équipes, Nance devenant la pièce manquante dont les Cavs avaient besoin pour atteindre le titre de la Conférence Est, associé dans la raquette à Brad Daugherty, avant qu'une série de blessures au dos ne le force à prendre sa retraite. Pour les Suns, Johnson et Majerle deviennent des joueurs clés dans l'équipe de la fin des années 1980 et du début des années 1990.
Le 7 mai 1989, lors du match 5 du premier tour des playoffs contre les Bulls de Chicago, il est l'un des deux joueurs chargés de défendre sur Michael Jordan, mais il n'y parvient pas, permettant à ce dernier d'inscrire « The Shot ».
Larry Nance est All-Star à trois reprises en 1985, 1989 et 1993 et membre de la NBA All-Defensive Team First Team  en 1989, et de la Second Team en 1992 et 1993. Il est aussi l'un des contreurs les plus réguliers de la ligue, avec une moyenne de 2,2 contres par match en carrière. Son numéro, le 22, a été retiré par les Cavaliers.

## Pour approfondir
- Liste des meilleurs marqueurs en NBA en carrière.
- Liste des meilleurs contreurs en NBA en carrière.
- Liste des joueurs de NBA avec 10 contres et plus sur un match.